# Abraham Lake
Abraham Lake − sztuczne jezioro na rzece Saskatchewan Północny w zachodniej Albercie w Kanadzie.
Zbiornik został utworzony w 1972 poprzez wybudowanie tamy Bighorn Dam. Jezioro zostało nazwane na cześć Silasa Abrahama, mieszkającego nad rzeką Saskatchewan w XIX w..